# Philipp Strack
Philipp Strack, né en 1985 à Bonn, est un économiste. Il est professeur à l'Université Yale. Il reçoit en 2024 la Médaille John-Bates-Clark qui distingue les meilleurs économistes de moins de 40 ans.

## Biographie
Son père est allemand et sa mère grecque. Il poursuit des études à l'Université de Bonn où il obtient un diplôme de mathématiques en 2009 et un diplôme d'économie en 2010, puis un doctorat en 2013 sous la supervision de Paul Heidhues (de), Benny Moldovanu (en) et Sven Rady.
De 2013 à 2014, il est chercheur  à Microsoft. De 2014 à 2018, il est professeur assistant à l'Université de Californie à Berkeley, puis à partir de 2018 à l'Université Yale où il devient full professor en 2022. Malgré cet emploi aux Etats-Unis, il poursuit ses recherches en liaison avec des chercheurs de l'Université de Bonn, notamment Benny Moldovanu et Mengxi Zhang,.

## Travaux
Ses travaux portent sur :
- la prise de décisions et le comportement des agents économiques,
- le coût de récolter de l'information, avec comme conséquence le choix de l'information à trouver et la valeur de la donnée,
- les mécanismes économiques, comme par exemple la délégation optimale, les enchères optimales influencées par des pré-enchères[3].

## Classement bibliométrique
En 2024, il est classé 2e économiste germanophone par Forschungsmonitoring. Il est classé 493ème économiste mondial par Ideas sur la base des publications des 10 dernières années. 

## Distinctions
- Classé dans la liste Top 40 unter 40 du magazine allemand Capital en 2015.
- Fellow de la Société d'économétrie, 2022[6].
- Médaille Bodossaki 2023 du jeune scientifique distingué[1]
- Médaille John-Bates-Clark 2024, prix décerné chaque année à un économiste de moins de 40 ans « qui a apporté une contribution significative à la pensée et à la connaissance économique »[3].